# Crónica de Fredegario

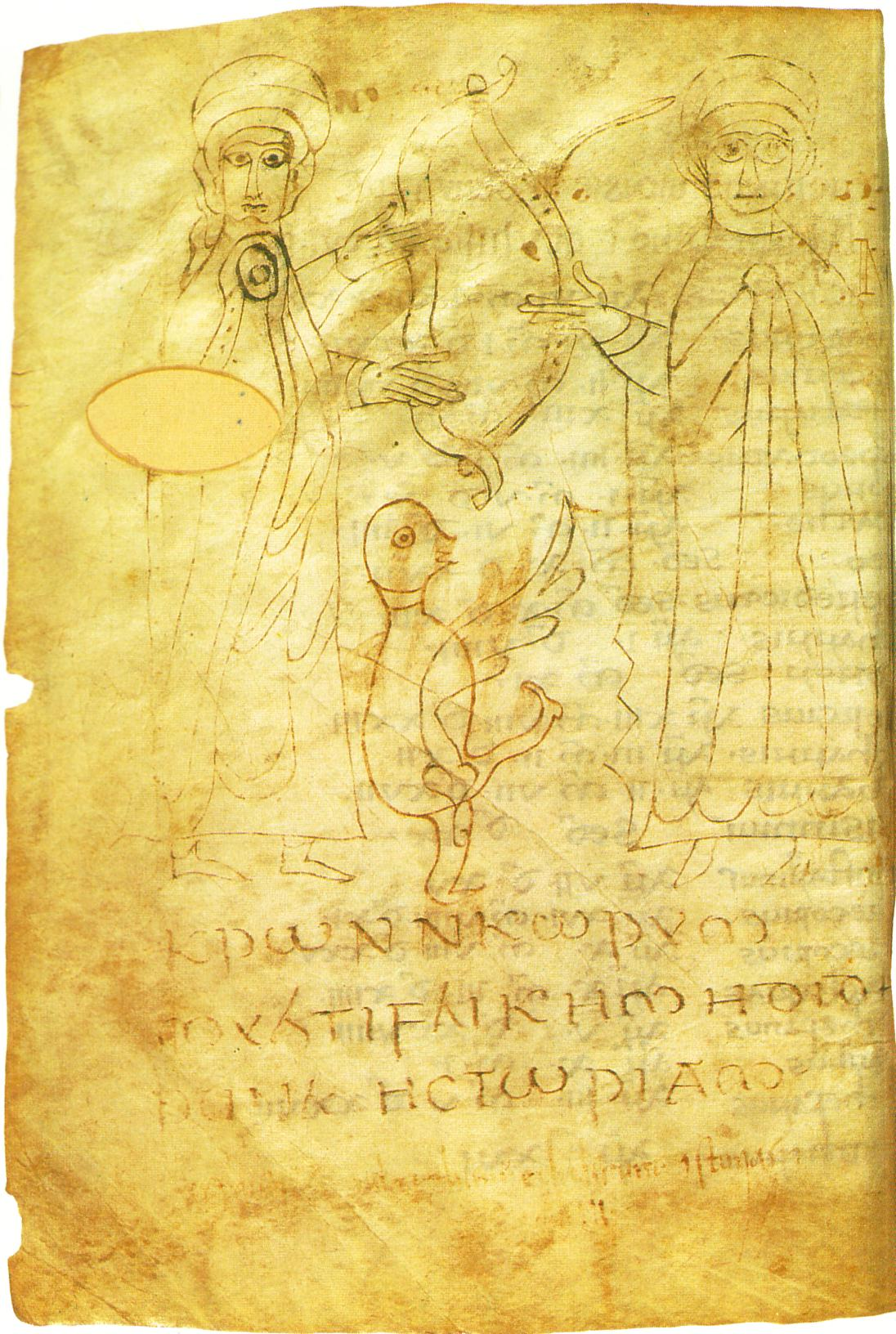
Dibujo a pluma del primer manuscrito que se cree que representa a Eusebio y san Jerónimo, 715

La Crónica de Fredegario es el título convencional utilizado para una crónica franca del siglo VII, que fue escrita probablemente por un borgoñón. El autor es desconocido y la atribución a Fredegario data solo del siglo XVI. 
La crónica comienza con la creación del mundo y termina en el año 642. También hay algunas referencias de acontecimientos hasta 658. Algunas copias del manuscrito contienen una versión abreviada de la crónica hasta 642, pero incluyen secciones adicionales escritas bajo la dinastía carolingia que finalizan con la muerte de Pipino el Breve en 768. La Crónica de Fredegario con sus Continuaciones es una de las pocas fuentes de información sobre la dinastía merovingia para el período posterior a 591, cuando termina el Decem Libri Historiarum de Gregorio de Tours . 

## Autoría
Ninguno de los manuscritos conservados específica el nombre del autor. El nombre "Fredegario" (Frédégaire en francés moderno) fue utilizado por primera vez para la crónica en 1579 por Claude Fauchet en su Recueil des antiquitez gauloises et françoises. La cuestión de quién escribió esta obra ha sido objeto de debate académico, aunque el historiador J.M. Wallace-Hadrill admite que "Fredegario" es un nombre genuinamente franco, aunque inusual. El latín vulgar de este obra confirma que la Crónica fue escrita en la Galia; más allá de esto, poco se sabe de su origen. Como resultado, hay varias teorías sobre la autoría:
- El punto de vista original hasta 1878 era que la Crónica fue escrita por una sola persona, aunque era una hipótesis sin argumentar.
- En 1883, Bruno Krusch, en su edición para la Monumenta Germaniae Historica, propuso que la Crónica era la creación de tres autores, una teoría aceptada más tarde por historiadores como Theodor Mommsen, Wilhelm Levison o Wallace-Hadrill.
- Ferdinand Lot criticó la teoría de la autoría múltiple de Krusch, y sus objeciones fueron respaldadas en 1928 por historiadores como Marcel Bardot y Leon Levillain.
- En 1934, Siegmund Hellmann propuso una modificación de la teoría de Krusch, argumentando que la Crónica era obra de dos autores.[7]
- En 1963, Walter Goffart renovó la teoría de un solo autor,[8] y este punto de vista es ahora el que generalmente se acepta.[9]

Se supone que Fredegario era un borgoñón de la región de Avenches debido a su conocimiento del nombre alternativo Wifflisburg para esta localidad, denominación que sólo a partir de entonces se empezó a usar. Esta suposición se apoya en el hecho de que tenía acceso a los anales de muchas iglesias borgoñonas. También tenía acceso a los documentos de la corte y parece que se relacionaba con mensajeros y embajadores lombardos, visigodos y eslavos. Su comprensión de los acontecimientos del mundo bizantino también se explica generalmente por la relativa proximidad del reino de Borgoña a la Italia bizantina.

## Manuscritos
La crónica está presente en más de treinta manuscritos, que tanto Krusch como el medievalista inglés Roger Collins agrupan en cinco clases. La crónica original se ha perdido, pero existe una copia en escritura uncial hecha en 715 por un monje borgoñón llamado Lucerio. Esta copia se encuentra en la Biblioteca Nacional de Francia (MS Latin 10910) y a veces se le denomina Codex Claromontanus porque en su día fue propiedad del Liceo Louis-le-Grand en París. El historiador francés Gabriel Monod publicó en 1885 una edición diplomática. El Codex Claromontanus fue también la base de la edición crítica de Krusch publicada en 1888 y de la traducción parcial al inglés de Wallace-Hadrill publicada en 1960. La mayoría de los otros manuscritos conservados fueron copiados en Austrasia y datan de principios del siglo IX o son más tardíos.
La primera versión impresa, la edición príncipe, fue publicada en Basilea por Flacio Illirico en 1568. Utilizó el manuscrito MS Heidelberg University Palat. Lat. 864 como base de su texto. La siguiente edición publicada fue Antiquae Lectiones de Canisius en Ingolstadt en 1602. 
El manuscrito está disponible en la Biblioteca Digital Mundial desde el 20 de diciembre de 2017.

## Estructura
En la edición crítica de Krusch, la crónica se divide en cuatro secciones o libros. Los tres primeros libros se basan en obras anteriores y abarcan el período desde el comienzo del mundo hasta el año 584; el cuarto libro continúa hasta 642 y prefigura los acontecimientos que ocurren entre 655 y 660. En el prólogo, el autor (tradicionalmente Fredegario) escribe: 

He leído con sumo cuidado las crónicas de San Jerónimo, Hidacio y cierto sabio, tanto de Isidoro como de Gregorio, desde el comienzo del mundo hasta los últimos años del reinado de Guntram; y he reproducido sucesivamente en este pequeño libro, en idiomas adecuados y sin muchas omisiones, lo que estos sabios han contado extensamente en sus cinco crónicas.

 De hecho, Fredegario alude a fuentes que no cita y agrega textos que no provienen de sus fuentes principales. Estas secciones insertadas se denominan "interpolaciones". Para la mayoría de ellas, las fuentes nos son desconocidas. Algunas de las interpolaciones se utilizan para elaborar una leyenda del origen troyano de los francos.
Libro I
Los 24 capítulos iniciales del primer libro se basan en el anónimo Liber generationis, que a su vez se deriva de la obra de Hipólito. El resto del libro contiene un compendio de varias tablas cronológicas que incluyen una lista de los emperadores romanos, una lista de los reyes judíos, una lista de los papas hasta la llegada de Teodoro I en 642 y el capítulo 3 de la crónica de Isidoro de Sevilla. En el reverso del folio que contiene la lista papal hay un dibujo a tinta que muestra a dos personas que, según Monod, representan probablemente a Eusebio de Cesarea y san Jerónimo.
Libro II
Los primeros 49 capítulos del segundo libro contienen extractos de la traducción latina de San Jerónimo de la Crónica de Eusebio . El texto incluye algunas interpolaciones. Los capítulos restantes contienen extractos de la Crónica de Hidacio.
Libro III
El tercer libro contiene extractos de los Libros II–VI del Decem Libri Historiarum de Gregorio de Tours con varias interpolaciones. En la fuente de Fredegario parecen faltar los últimos cuatro libros del texto de Gregorio y su narración termina en 584.
Libro IV
Los 90 capítulos del cuarto libro contienen detalles específicos de hechos acaecidos en la corte borgoñona. Fredegario no revela sus fuentes, pero los capítulos anteriores se basan presumiblemente en los anales locales. Los capítulos 24-39 contienen un relato de acontecimientos ocurridos entre 603 y 613. El capítulo 36 es una interpolación sobre la vida de San Columbano copiada, casi sin modificaciones, de la Vita Columbani de Jonás de Bobbio. El libro termina abruptamente en 642. El libro IV ha sido el más estudiado por los historiadores, ya que contiene información que no está presente en otras fuentes medievales.

## Continuaciones
Un grupo de manuscritos (Clase 4 de Krusch) contiene una reelaboración de la Crónica de Fredegario seguida de secciones adicionales que describen acontecimientos en el reino de los francos hasta el año 768. Estas secciones adicionales son conocidas como las Continuaciones. Krusch, en su edición crítica, añade estos capítulos adicionales al texto del Codex Claromontanus, creando la falsa impresión de que las dos partes se originan en el mismo manuscrito.
Los manuscritos de la clase 4 se dividen en tres libros. El primero comienza con una sección basada en el tratado De cursu temporum del escritor latino del siglo IV Quintus Julius Hilarianus. A esto le sigue una versión del Libro II de Fredegario que incorpora un relato ampliado del supuesto origen troyano de los francos. El segundo libro es una versión abreviada de las historias de Gregorio de Tours correspondientes al Libro III de Fredegario. El tercer y último libro consta de los 90 capítulos del Libro IV de Fredegario seguido de las Continuaciones.
Las Continuaciones constan de tres partes. Los primeros diez capítulos están basados en el Liber Historiae Francorum, una crónica anónima de Neustria que termina alrededor de 721. La segunda parte (capítulos 11-33) abarca hasta el 751. La crónica continúa luego por otros veinte capítulos que cubren los acontecimientos en el reino franco hasta el año 768.